# Emanuele Valerio Marino
Emanuele Valerio Marino (* 1. März 1925 in Modica; † 20. März 2018 in Rom) war ein italienischer Dokumentarfilmer.

## Leben
Emanuele Valerio Marino arbeitete als Konservator beim Filmarchiv des Istituto Luce und begann 1966 mit seiner Tätigkeit als Dokumentarfilmer. Bedeutend sind seine bei Wettbewerben gezeigten Si vola! und Et voilà!, seine beiden ersten Werke, die auch in Kinos gezeigt wurden. Mit Nicola Caracciolo arbeitete er bei Arbeiten zu historischen Themen zusammen.

## Filmografie (Auswahl)
- 1966: Si vola!
- 1966: Et voilà!
- 1991: I 600 giorni di Salò
- 1993: Succede un quarantotto